# Rolf Spring
Rolf Spring   (19 de març de 1917 - 2005) fou un remer suís que va competir durant la dècada de 1930.
El 1936 va prendre part en els Jocs Olímpics de Berlín, on disputà tres proves del programa de rem, sempre com a timoner. Guanyà la medalla de plata en el quatre amb timoner, formant equip amb Hermann Betschart, Hans Homberger, Alex Homberger i Karl Schmid; mentre en el dos amb timoner fou cinquè i en el vuit amb timoner sisè.